# Dieselolie
Dieselolie er brændstof for en dieselmotor. Det udgøres af kulbrinter med kogepunkter 150°-370° C. Det udvindes normalt af råolie ved destillering, men da verden har et større behov for benzin, krakkes en del dieselolie til kortkædede kulbrinter.
Cetantallet angiver indholdet af n-cetan (C16H34), og er et mål for forbrændingsevnen.
Udtrykket biodiesel refererer til brændstof produceret af vegetabilske eller animalske lipider esterificeret med metanol eller etanol. Det amerikanske National Biodiesel Board definerer biodiesel som en monoalkylester.

## Eksterne links
- Diesel-forurening kan påvirke fostre i flere generationer Arkiveret 20. maj 2013 hos  Wayback Machine